# Leskovec (gmina Novo mesto)
Leskovec – wieś w Słowenii, w gminie miejskiej Novo mesto. W 2018 roku liczyła 55 mieszkańców. 